# Pygommatius sagouensis
Pygommatius sagouensis är en tvåvingeart som först beskrevs av Scarbrough och Marascia 2003.  Pygommatius sagouensis ingår i släktet Pygommatius och familjen rovflugor.
Artens utbredningsområde är Mali. Inga underarter finns listade i Catalogue of Life.